# Marquesado de Casal de los Griegos
El Marquesado de Casal de los Griegos es un título nobiliario español creado el 27 de febrero de 1627 por el rey Felipe IV, en el Reino de Nápoles a favor de José Pedro Ximénez de Enciso y Zúñiga.

## Marqueses de Casal de los Griegos
|                                         | Titular                                                    | Periodo                |
| Creación por Felipe IV                  | Creación por Felipe IV                                     | Creación por Felipe IV |
| --------------------------------------- | ---------------------------------------------------------- | ---------------------- |
| I                                       | José Pedro Ximénez de Enciso y Zúñiga                      | 1627-                  |
|                                         | Pedro Ximénez de Enciso y Zúñiga                           |                        |
| IV                                      | Diego Ximénez de Enciso                                    | -1706                  |
| V                                       | María Teresa Ximénez de Enciso y Fernández de Santillán    | 1706-                  |
|                                         | María Francisca Ximénez de Enciso y Fernández de Santillán |                        |
|                                         | Francisco Javier Caballero de Illescas Ximénez de Enciso   | -1770                  |
|                                         | Beatriz María Caballero de Illescas y Cabrera              | 1770-                  |
|                                         | Domingo Mohedano y Barrientos                              | en 1815                |
| Rehabilitación en 1926 por Alfonso XIII |                                                            |                        |
| IV                                      | Ramón de Pineda y Pineda                                   | 1926-                  |
| V                                       | Luis de Pineda y de Pineda                                 | -1958                  |
| Rehabilitación por Juan Carlos I        |                                                            |                        |
| VI                                      | Paloma Pineda y Peláez Casares                             | 1995-2016              |

## Historia de los Marqueses de Casal de los Griegos
- José Pedro Ximénez de Enciso y Zúñiga, I marqués de Casal de los Griegos, veinticuatro y teniente de alguacil mayor de Sevilla por el conde duque de Olivares, primo hermano y sobrino del dramaturgo Diego Ximénez de Enciso.[2] Su primo:
- Pedro Ximénez de Enciso y Zúñiga (1622–), marqués de Casal de los Griegos, veinticuatro y alcalde mayor perpetuo de sacas y cosas vedadas de Sevilla y su arzobispado, alcalde de la Santa Hermandad por el estado noble de Alcalá de Guadaíra, alcaide del castillo de Salobreña.

1. Casó con Ana Andrea del Águila y Herrera (1625–), hija del racionero Gabriel González de Herrera. Al enviudar, profesó como monja en el convento de la Asunción de Sevilla con el nombre de sor Ana de la Pasión. Hijo de ambos:

- Diego Ximénez de Enciso y del Águila (1657–1706), IV marqués de Casal de los Griegos, II conde del Paraíso (desde 1701), marqués de Alcázar, señor de Laguna, alcalde mayor de sacas y cosas vedadas de Sevilla, alcaide perpetuo del castillo y fortaleza de Salobreña, alcalde mayor de Sevilla, gobernador y capitán general de la provincia de Venezuela y Santiago de Caracas (1688–1692), maestre de campo, caballero de la Orden de Santiago, maestrante de Sevilla.

1. Casó (en 1677) con Francisca Hermenegilda Fernández de Santillán y Villegas (1651–1706), hija de Francisco Fernández de Santillán, marqués de La Motilla, y de Ana Mencía de Villegas. Padres de José Ramón Ximénez de Enciso y Fernández de Santillán (1684–1701), creado I conde del Paraíso del Lomo del Grullo por merced de Carlos II el 29 de octubre de 1700. Premurió a sus padres, por lo que ellos heredaron este título. Les sucedió su otra hija:

- María Teresa Ximénez de Enciso y Fernández de Santillán (1685–), V marquesa de Casal de los Griegos, III condesa del Paraíso. Le sucedió su hermana.

1. Casó con Fernando Antonio Tous de Monsalve y Jalón (1673–), conde de Benagiar.
2. Casó con Pedro Spínola Camacho Villavicencio (1670–), señor de Barbaina, caballero de la Orden de Santiago.

- María Francisca Ximénez de Enciso y Fernández de Santillán, marquesa de Casal de los Griegos.

1. Casó con Pedro Caballero de Illescas. Hijo de ambos:

- Francisco Javier Caballero de Illescas Ximénez de Enciso (–1770), marqués de Casal de los Griegos.

1. Casó (en 1728) con María Paula Caballero de Cabrera Saavedra y Santillán, señora de Espartinas. Padres de Pedro Caballero de Illescas y Cabrera, que les premurió. Les sucedió su otra hija:

- Beatriz María Caballero de Illescas y Cabrera (1732–h. 1782), marquesa de Casal de los Griegos, señora de Espartinas.
- Domingo Mohedano y Barrientos, marqués de Casal de los Griegos (en 1815).

Rehabilitado en 1926 por:
- Ramón de Pineda y Pineda (.-1959), IV marqués de Casal de los Griegos.

1. Casó con Feliciana Díaz-Agero y de Ojesto, III marquesa de Rifes, V condesa de Malladas. Le sucedió:

- Luis de Pineda y de Pineda (.-1958), V marqués de Casal de los Griegos, marqués de Santa Genoveva, conde de la Concepción.

1. Casó con Ana María de Peláez e Igual. Le sucedió, por rehabilitación su hija.

Rehabilitado en 1995 por:
- Rocio Pineda Gonzalez, VI marquesa de Casal de los Griegos, hija del V marqués